# Reitvorschrift H.Dv.12

Vorschrift H.Dv. 12 – Reitvorschrift – 1937

Die Reitvorschrift H.Dv.12 ist eine zuletzt 1937 aktualisierte „Reitvorschrift vom 18. August 1937 Heeres-Dienstvorschrift 12“ der deutschen Wehrmacht. Die H.Dv.12 befasst sich mit der Ausbildung von Pferden und Reitern für den Einsatz in Kavallerieeinheiten. Viele der Ausbildungsregeln sind nach dem Zweiten Weltkrieg in die moderne Pferdeausbildung nach den Richtlinien der Deutschen Reiterlichen Vereinigung (FN) eingeflossen.

## Entstehungsgeschichte
Die H.Dv.12 basiert auf einer Neufassung von Reitinstruktionen im Jahr 1882. Diese fasste gesammeltes Wissen in der Kavallerieausbildung seit dem 18. Jahrhundert zusammen. Diese Reitinstruktionen wurden 1912 und 1926 überarbeitet und als Heeresdienstvorschrift 12 nochmals 1937 überarbeitet. Der 1912 eingeführten Reitvorschrift lag bei der Erarbeitung im Wesentlichen das grundlegende Werk von Gustav Steinbrecht „Das Gymnasium des Pferdes“ zur Ausbildung von Pferden zugrunde.
In ihrer aktualisierten Form wurde die Heeresdienstvorschrift am 18. August 1937 vom Oberbefehlshaber des Heeres, Generaloberst Werner Freiherr von Fritsch, in Kraft gesetzt.

## Inhalt und Gliederung
Die H.Dv.12 beschäftigt sich neben allgemeinen Vorschriften zur Durchführung des militärischen Dienstes schwerpunktmäßig mit der Ausbildung von Reiter und Pferd. Ziel der H.Dv.12 ist es, das Pferd sowie den berittenen Soldaten mit den für einen Kriegseinsatz nötigen Fertigkeiten auszustatten. Die Einleitung stellt dazu fest:

„Der Krieg fordert vom Reiter die sichere Beherrschung des Pferdes im Gelände, vom Pferd Gehorsam, Gewandheit und Ausdauer. Dieses Ziel zu erfüllen, ist das Ziel der Ausbildung von Reiter und Pferd. Dauernden Erfolg wird sie nur haben, wenn alle Vorgesetzten und Untergebenen von der Freude am Reiten und der Liebe zum Pferd beseelt sind.“

Die H.Dv.12 gliedert sich wie folgt:
Teil A
- 1. Allgemeines

Teil B Reitlehre
- 2. Sitz und Hilfen
- 3. Andiezügelstellen und Beizäumen
- 4. Entwicklung der Gangarten
- 5. Übungen auf ebenem Hufschlag
- 6. Bodenarbeit, Springen und Geländereiten
- 7. Verhalten auf ungehorsamen Pferden
- 8. Bearbeitung des Pferdes ohne Reiter
- 9. Bearbeiten von Pferden mit Gebäudefehlern
- 10. Besondere Übungen

Teil C Ausbildung der Pferde
- 11. Dressur der Pferde im 1. und 2. Jahr

Teil D Ausbildung der Reiter
- 12. Rekruten
- 13. Mannschaften im 2. Dienstjahr und Unteroffiziere
- 14. Offiziere

Teil E Sonderbestimmungen
- 15. Einteilung der Reitabteilungen
- 16. Besichtigungen

Sachverzeichnis
Die Teile C und D enthalten dabei präzise Pläne für konkrete Ausbildungseinheiten mit Zieldefinitionen und Zeitplan.

## Heutige Bedeutung

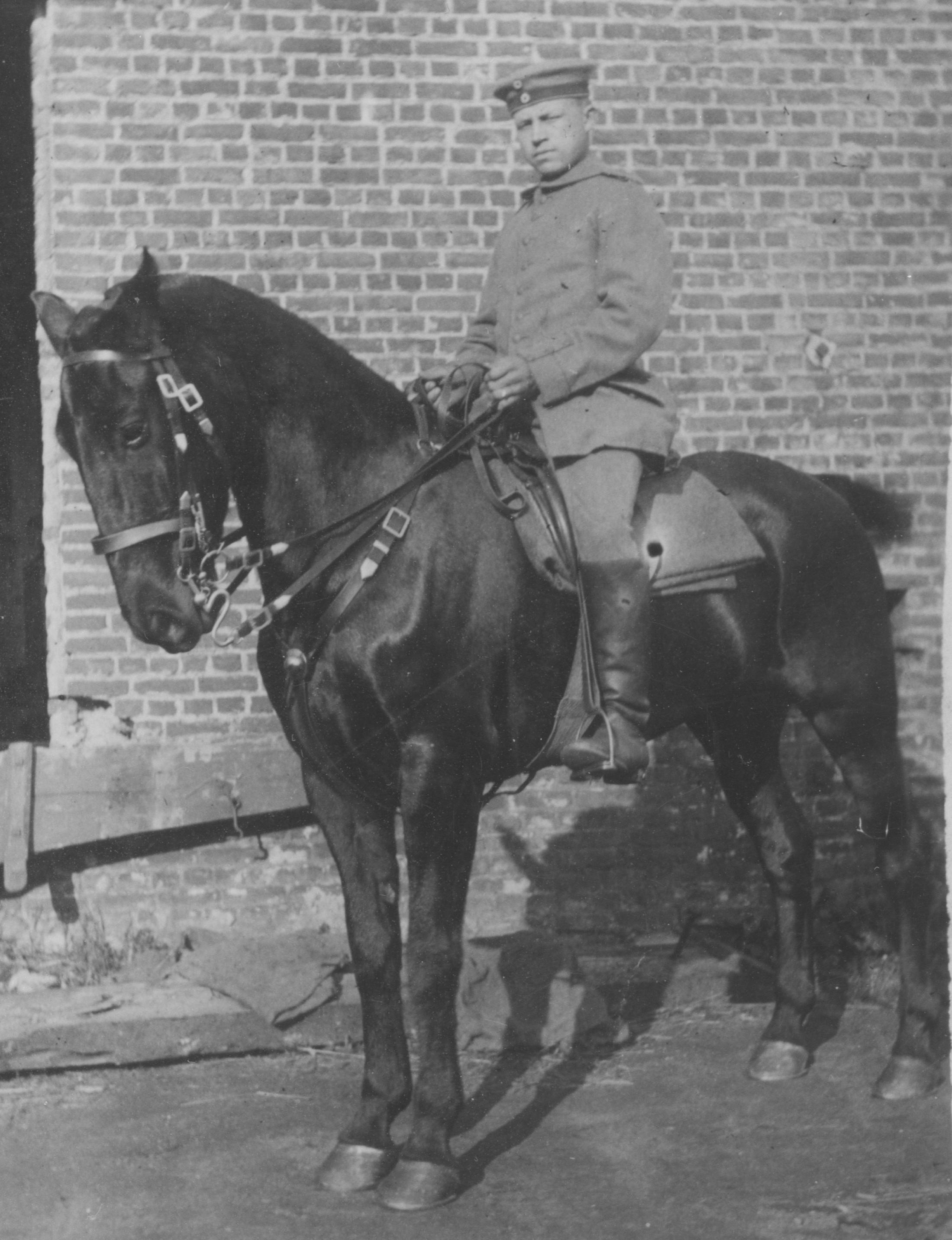
Soldat des Grenadier-Regiments „König Friedrich Wilhelm I.“ (2. Ostpreußisches) Nr. 3 in Königsberg bei der Reitausbildung

Die H.Dv.12 wurde in der Nachkriegszeit als Grundlage für die Erarbeitung der Richtlinien Reiten und Fahren der Deutschen Reiterlichen Vereinigung verwendet. Darüber hinaus ist sie durch ihre praxisorientierte und auf Effektivität ausgerichtete Konzeption gerade für den heutigen zivilen Breitensport interessant.
Die Richtlinien der FN gehen nicht auf die Fortentwicklung hinsichtlich der Beizäumungsfrage in der HDV 12/37 ein. Die moderne Sportdressur beruht auf der stark von Plinzner Anhängern geprägten HDV 12/12. Mitautoren der HDV 12/12, von Heydebreck und Lauffer, sahen sich veranlasst, vor allem hinsichtlich der Beizäumungsfrage, zusätzliche Erläuterungen herauszugeben, da sie die HDV 12/12 für zumindest missverständlich hielten. Die Orientierung der HDV 12/12 am plinznerschen „Prinzip der absoluten Beizäumung am Zügel“, spiegelt sich auch sehr schön in dem Bild vom Soldaten des Grenadier-Regiments „König Friedrich Wilhelm I.“ (2. Ostpreußisches) Nr. 3 in Königsberg bei der Reitausbildung. Von Heydebreck weist in „Das Gebrauchspferd und seine Ausbildung“ S. 26, 27 ausdrücklich darauf hin, dass natürliche Selbsthaltung und natürliches Gleichgewicht die Basis der Pferdeausbildung sind. Es sei daher nicht möglich, wie in der HDV 12/12 angedeutet, dass man über die Dressurhaltung (am Zügel gehen, beigezäumt) zu einem in der Gebrauchshaltung gehenden (sich selbst tragenden) Pferd kommen könne. Im Ausbildungsplan für junge Remonten in der HDV12/37 wurde dann auch die sogenannte Anlehnung und damit auch die vom Reiter durch Zügelhilfen herbeigeführte Beizäumung für die ersten zwei Monate verboten. Für das folgende Quartal war dann der Beginn der Anlehnung vorgesehen.

## Vergleichbare Werke
Die deutsche Wehrmacht hatte, aufbauend auf der Reitvorschrift, noch spezielle Vorschriften für den Einsatz von Pferden.
- H.Dv. 465/1 – Fahrvorschrift (Fahrv.) Heft 1 Allgemeine Grundsätze der Fahrausbildung – 1941, ISBN 978-3-7347-8202-2
- H.Dv. 465/2 – Fahrvorschrift (Fahrv.) Heft 2 Ausbildung des Zugpferdes – 1943, ISBN 978-3-7322-9095-6
- H.Dv. 465/3 – Fahrvorschrift (Fahrv.) Heft 3 Fahren vom Bock – 1943, ISBN 978-3-7412-6593-8
- H.Dv. 465/4 – Fahrvorschrift (Fahrv.) Heft 4 Fahren vom Sattel – 1942, ISBN 978-3-7386-0709-3
- H.Dv. 465/5 – Fahrvorschrift (Fahrv.) Heft 5 Fahr- und Fahrlehrgerät – 1935 - 1941
- H.Dv. 465/6 – Fahrvorschrift (Fahrv.) Heft 6 Fahr- und Fahrlehrgerät – 1935

In allen modernen Staaten Europas wurden bis zum Zweiten Weltkrieg Kavallerieeinheiten eingesetzt. Im 19. Jahrhundert entstanden dabei in verschiedenen Ländern Ausbildungsrichtlinien für die Kavallerie. Vergleichbar der H.Dv.12 sind z. B. folgende Werke des kaiserlich-königlichen Österreich:
- Abrichtungs-Reglement für die kaiserlich-königliche Cavallerie, Wien 1806
- Exercier-Reglement für die kaiserlich-königliche Cavallerie, Wien 1806
- Exercier-Reglement für die k.u.k. Cavallerie, I Theil, Vierte Auflage, Wien 1898

Frankreich
- Manual of Equitation 1912